# Carlos Hernández (kostarykański piłkarz)
Carlos Gerardo Hernández Valverde (ur. 9 kwietnia 1982 w La Pastora) – kostarykański piłkarz występujący na pozycji pomocnika.